# Luciano Armani
Luciano Armani (Felegara di Medesano, Emília-Romanya, 12 d'octubre de 1940 - Fidenza, 4 de febrer de 2023) va ser un ciclista italià que fou professional entre 1965 i 1972. Les seves principals victòries foren una etapa al Tour de França de 1971, dues etapes al Giro d'Itàlia, el 1965 i 1970 i la Milà-Torí de 1970

## Palmarès
- 1964
  - 1r a la Coppa Ciuffenna
- 1965
  - 1r a la Coppa Sabatini
  - Vencedor d'una etapa al Giro d'Itàlia
- 1966
  - Vencedor d'una etapa de la París-Niça
- 1967
  - 1r al Giro de Sardenya
  - 1r al Gran Premi de Mònaco
  - 1r a la Coppa Placci
- 1968
  - 1r al Giro de les Tres Províncies
- 1969
  - 1r a Castiglione del Lago
  - 1r a la Lisboa-Porto
  - Vencedor d'una etapa de la Volta a Suïssa
- 1970
  - 1r a la Milà-Torí
  - 1r a la Gènova-Niça
  - Vencedor d'una etapa al Giro d'Itàlia
- 1971
  - Vencedor d'una etapa al Tour de França

### Resultats al Tour de França
- 1970. Abandona (4a etapa)
- 1971. 66è de la classificació general. Vencedor d'una etapa

### Resultats al Giro d'Itàlia
- 1965. 35è de la classificació general. Vencedor d'una etapa
- 1966. 39è de la classificació general
- 1967. 38è de la classificació general
- 1968. 27è de la classificació general
- 1969. 35è de la classificació general
- 1970. 33è de la classificació general. Vencedor d'una etapa
- 1972. Abandona